# Драгослав Васиљевић Фига
Драгослав Васиљевић Фига (Крагујевац, 14. јануар 1895. – Крушевац, 11. септембар 1929.) био је српски сликар и педагог.

## Биографија
Драгослав Васиљевић Фига се уписао на Уметничко-занатску школу у Београду 1911, да би на трећој години прекинуо школовање и отишао у Приштину, где је радио у гимназији као хонорарни учитељ.
Пошто је регрутован, са штабом српске војске 1916. стигао је на Крф, одакле је, болестан и изнемогао, пребачен у Африку. Слике настале у логору излагао је у Бизерти (Портрет Илије Коларовића и два пејзажа). По повратку у Београд 1919. наставио је школовање у Уметничкој школи и са стеченом дипломом вратио се у Приштину. Ту је организовао своју прву изложбу уља, акварела и цртежа (1920). Другу самосталну изложбу приредио је у Скопљу (1921), где је излагао претежно мотиве са Косова.
У Крушевац је прешао 1921. као гимназијски наставник. Написао је уџбеник Кратка теорија цртања. Истовремено је са трећом самосталном изложбом у Крушевцу (1928) сликао и иконостас у цркви села Вучјак (запаљен априла 1949.).
Постхумно, 1932. Крушевљани су приредили изложбу Васиљевићевих радова. До данас је сачувано око 200 његових слика, од којих је већина у Уметничкој галерији у Крушевцу, а мањи део у приватном власништву.
Дагослав Васиљевић Фига је деда композитора Зорана Симијановића.

## Најпознатије слике
- Операција на фронту, 1914;
- Кроз Албанију, 1920;
- Турчин Исмаил, 1921;
- Мала Оливера, 1922;
- Ратни мотив из Приштине, 1922;
- Лазарица под снегом, 1922;
- Остаци џамије у Крушевцу, 1923;
- Везиров мост, 1926;
- Црква у Наупари, 1926;
- Велуће, 1926;
- Крушевац под снегом, 1926;
- Кула кнеза Лазара.

## Фигино позориште
Васиљевић је основао аматерску позоришну трупу која ја 1924. извела своју прву позоришну представу у Крушевцу. Трупа је радила током 1925/1926. године и остала је упамћена под именом Фигино позориште. Представе су, обично, одржаване у сали хотела „Таково“ а на репертоару су се нашле представе: Кнез Иво од Семберије, Два лажова, Медвед, По невољи трагичар, Сумњиво лице, Ђидо, Честитам.
Поред рада у позоришту, Васиљевић је дириговао Певачким друштвом “Цар Лазар”.